# Мотта-Сант-Анастазія
Мотта-Сант-Анастазія (італ. Motta Sant'Anastasia, сиц. Motta Sant'Anastasia) — муніципалітет в Італії, у регіоні Сицилія, метрополійне місто Катанія.
Мотта-Сант-Анастазія розташована на відстані близько 540 км на південний схід від Рима, 160 км на південний схід від Палермо, 9 км на захід від Катанії.
Населення — 12 002 особи (2014).
Щорічний фестиваль відбувається 25 серпня. Покровитель — Sant'Anastasia.

## Демографія
Населення за роками:

Станом на 1 січня 2023 року в муніципалітеті офіційно проживало 448 іноземців з 36 країн, серед них 188 громадян країн Євросоюзу та 5 громадян України.

## Сусідні муніципалітети
- Бельпассо
- Кампоротондо-Етнео
- Катанія
- Містерб'янко